# Florian Pfeffer
Florian Pfeffer (* 1970 in Rheinfelden (Baden)) ist ein deutscher Grafikdesigner, Hochschullehrer und Politiker. Von 2019 bis 2023 war er gemeinsam mit Alexandra Werwath Landesvorstandssprecher von Bündnis 90/Die Grünen Bremen.

## Leben
Pfeffer studierte Grafikdesign in Würzburg, Bremen und Mailand. Er ist Absolvent der der Hochschule für Künste Bremen und war nach Lehrtätigkeiten im Libanon und den USA von 2006 bis 2012 Professor für Kommunikationsdesign an der Staatlichen Hochschule für Gestaltung Karlsruhe.
1998 gründete Pfeffer gemeinsam mit Eckhard Jung in Bremen das Designbüro jung und pfeffer: visuelle kommunikation, das 2007 in one/one studio umbenannt wurde. Florian Pfeffer und seine Frau Friederike waren darüber hinaus von 1998 bis 2015 Direktoren der Stiftung :output, die alljährlich den größten Designwettbewerb für studentische Arbeiten ausschreibt und die Gewinner im gleichnamigen Jahrbuch präsentiert. Er arbeitete in Amsterdam und Bremen.
Bei der Bürgerschaftswahl in Bremen 2019 kandidierte Pfeffer für Bündnis 90/Die Grünen auf Listenplatz 25, ohne den Einzug in die Bremische Bürgerschaft zu erreichen. Nachdem der bisherige Landesvorstandssprecher Hermann Kuhn im November 2019 nicht zur Wiederwahl antrat, kandidierte Pfeffer um seine Nachfolge und wurde an der Seite von Alexandra Werwath zum Vorstandssprecher der Grünen in Bremen gewählt. Dieses Amt hatte er bis 2023 inne.

## Veröffentlichungen
- To Do: Die neue Rolle der Gestaltung in einer veränderten Welt. Strategien, Werkzeuge, Geschäftsmodelle. Verlag Schmidt, Mainz 2014, ISBN 978-3-87439-834-3.